# Rodrigo Amaral
Rodrigo Nahuel Amaral Pereira (Montevidéu, 25 de março de 1997) é um futebolista uruguaio que atua como atacante. Atualmente, joga no Plaza Colonia.

## Seleção Uruguaia

### Sub-20
Em 12 de dezembro de 2016, foi convocado por Fabián Coito para treinar no complexo AUF, juntamente com outros 27 jogadores. Foi confirmado na lista final em 29 de dezembro, para jogar o Sul-Americano Sub-20.

## Estatísticas
Atualizado até 18 de janeiro de 2017

### Clubes
| Equipe            | Temporada         | Campeonato nacional | Campeonato nacional | Campeonato nacional | Competições continentais | Competições continentais | Competições continentais | Total | Total | Total   |
| Equipe            | Temporada         | Jogos               | Gols                | Assist.             | Jogos                    | Gols                     | Assist.                  | Jogos | Gols  | Assist. |
| ----------------- | ----------------- | ------------------- | ------------------- | ------------------- | ------------------------ | ------------------------ | ------------------------ | ----- | ----- | ------- |
| Nacional          | 2015–16           | 17                  | 1                   | 3                   | 3                        | 0                        | 0                        | 20    | 1     | 3       |
| Nacional          | 2016              | 1                   | 0                   | 0                   | –                        | –                        | –                        | 1     | 0     | 0       |
| Nacional          | 2017              | 0                   | 0                   | 0                   | 0                        | 0                        | 0                        | 0     | 0     | 0       |
| Total na carreira | Total na carreira | 18                  | 1                   | 3                   | 3                        | 0                        | 0                        | 21    | 1     | 3       |

### Seleção Uruguaia
Sub-20
| Ano   |       |      |         |
| Ano   | Jogos | Gols | Assist. |
| ----- | ----- | ---- | ------- |
| 2014  | 10    | 3    | 0       |
| 2015  | 19    | 2    | 5       |
| 2016  | 9     | 6    | 2       |
| 2017  | 7     | 5    | 0       |
| Total | 45    | 16   | 7       |

Expanda a caixa de informações para conferir todos os jogos deste jogador, pela sua seleção nacional.
Sub-20
|    | Data                   | Local                       | Resultado | Adversário     | Gol(s) | Competição |
| -- | ---------------------- | --------------------------- | --------- | -------------- | ------ | ---------- |
| 1. | 10 de junho de 2014    | Dr. Nicolás Leoz, Assunção  | 1–1       | Paraguai       | 0      | Amistoso   |
| 2. | 12 de junho de 2014    | La Arboleda, Assunção       | 2–1       | Paraguai       | 2      | Amistoso   |
| 3. | 4 de agosto de 2014    | Alberto Gallardo, Lima      | 0–1       | Peru           | 0      | Amistoso   |
| 4. | 6 de agosto de 2014    | Lima                        | 1–1       | Peru           | 0      | Amistoso   |
| 5. | 22 de setembro de 2014 | Parque Saroldi, Montevidéu  | 1–2       | Peru           | 0      | Amistoso   |
| 6. | 11 de novembro de 2014 | Domingo Burgueño, Maldonado | 2–1       | Seleção Gaúcha | 0      | Amistoso   |
| 7. | 24 de novembro de 2014 | Dr. Nicolás Leoz, Assunção  | 1–3       | Peru           | 0      | Amistoso   |

## Títulos
Nacional
- Campeonato Uruguaio: 2016

Uruguai
- Campeonato Sul-Americano Sub-20: 2017

### Artilharias
- Campeonato Sul-Americano Sub-20 de 2017 (5 gols)